# Mugil
Mugil és un gènere de peixos de la família dels mugílids i de l'ordre dels mugiliformes.

## Taxonomia
- Mugil bananensis
- Mugil broussonnetii
- Mugil curvidens
- Mugil gyrans
- Mugil galapagensis
- Mugil hospes
- Mugil setosus
- Mugil liza
- Mugil rammelsbergii
- Mugil capurrii
- Mugil incilis
- Mugil soiuy
- Mugil cephalus
- Mugil curema
- Mugil gaimardianus
- Mugil platanus
- Mugil trichodon[2][3]